# Неверкович, Сергей Дмитриевич
Сергей Дмитриевич Неверкович (род. 19 апреля 1939 года, Иркутск, СССР) — советский и российский учёный-педагог, академик РАО (2014).

## Биография
Родился 19 апреля 1939 года в Иркутске.
Работал токарем на Апрелевском заводе грампластинок, в восьмом-десятом классах учился в школе рабочей молодежи, по первому образованию — техник-механик оборудования химических заводов.
Поступил в ГЦОЛИФК (сейчас — РГУФКСиТ) на очно-заочную форму обучения, но вслед за тренером переехал в Львов.
В 1965 году — окончил Львовский государственный институт физической культуры. После окончания Львовского института работал на заводе в секции по легкой атлетике.
В 1972 году — защитил кандидатскую диссертацию, тема: «Исследование оптимальных форм работы спортсмена в системах автоматического управления срочным тренировочным эффектом». Разработал портативный прибор кардиолидер и методику его использования, этот прибор нашел также применение при реабилитации больных с острыми сердечно-сосудистыми заболеваниями, поскольку задавалась точная программа частоты сердечных сокращений, определяющая точность предлагаемой пациенту двигательной нагрузки.
С 1972 года — начальник отдела спортивной науки Спорткомитета СССР.
С 1973 по 1976 годы — возглавлял научную рабочую группу, работавшую с учеными ГДР по проблеме физиологии работоспособности в спорте высших достижений.
С 1976 года — работал в НИИ общей и педагогической психологии АПН СССР.
С 1978 году — участвовал в строительстве Трансиранского магистрального газопровода (начальник отдела быта, культуры и спорта); организовывал эвакуацию женщин и детей во время мусульманского восстания в Иране.
С 1979 года — снова работал в Институте психологии АПН СССР.
В 1989 году — защитил докторскую диссертацию, тема: «Психолого-педагогические основы игровых методов подготовки кадров».
В 1995 году — был избран членом-корреспондентом, а в 2014 году — академиком Российской академии образования, состоит в Отделении образования и культуры.
Возглавлял Всероссийский научно-исследовательский институт физической культуры и спорта.
В Российском государственном университете физической культуры, спорта и туризма работал доцентом кафедры борьбы, деканом по работе с иностранными учащимися, затем проректором по науке, с 1986 года — заведующий кафедрой педагогики.

## Научная деятельность
Сфера научных интересов: спортивная педагогика и психология, игровые методы обучения и подготовки кадров.
Разработчик первой в СССР межведомственной научно-практической программы подготовки спортсменов сборных команд страны к Олимпиаде 1976 года.
Занимался разработкой особых организационно-обучающих деловых игр, с помощью которых появлялась возможность решать две принципиальные при подготовке кадров задачи: разрушение старых стереотипов мышления и создание новых способов мышления, позволяющих на принципах проблемности, целостности, межпредметности и рефлексии развивать профессиональную практику. Проводил обучающие игры для сотрудников Белоярской атомной станции, Мурманского тралового флота, Высшей школы тренеров ГЦОЛИФК, директоров школ Москвы. Доказал, что игровые методы — это универсальный способ передачи профессиональной деятельности.
Соавтор первой Федеральной программы «Развитие физической культуры и формирование здорового образа жизни населения России» (1992).
Создатель научной школы, под его руководством защищено 10 докторских и 50 кандидатских диссертации по педагогике и психологии.
Читает курсы «Методология проектирования профессиональной деятельности», «Педагогика высшей школы».
По приглашениям читал циклы лекций в Кубе, ГДР, Китае, Польше, Мексике, Беларуси, Украине.
Член экспертного совета по педагогике и психологии ВАК России. Член докторских диссертационных советов при Адыгейском госуниверситете, Волгоградской академии физической культуры и РГУФКСиТ.
Президент Русской ассоциации психологов спорта и физической культуры.
Член бюро отделения образования и культуры РАО, заместитель председателя Проблемного совета по физической культуре и спорту РАО.
Около 20 лет был председателем кандидатского (ГЦОЛИФК — РГАФК) и докторского (ВНИИФК) диссертационных советов.

### Критика
По данным вольного сетевого сообщества «Диссернет», являлся научным руководителем 3 диссертаций и оппонентом на защите 3 диссертаций, которые содержат масштабные заимствования, не оформленные как цитаты.
- Экономика образования: научно-методическое издание / С. Д. Неверкович, А. А. Попова. — В 3-х ч. — М.: РАО, РГУФКСМиТ, 2018—2019.
- Педагогика физической культуры и спорта: учебник / под ред. С. Д. Неверковича. — М.: Академия, 2010. — 329 с.; 2-е изд. — 2013; 3-е изд. — 2014.
- Игровые методы подготовки кадров / С. Д. Неверкович. — М.: Высшая школа, 1995. — 205 с.
- Интерактивные технологии подготовки кадров в сфере физической культуры / С. Д. Неверкович, Е. В. Быстрицкая, Р. У. Арифулина. — М.: СпортЧеловек, 2018. — 282 с.
- Педагогическая технология: эволюция понятия, сущность, опыт разработки / В. М. Минбулатов, С. Д. Неверкович. — Махачкала, 2000. — 74 с.
- ВНИИФК — 85 лет. Вчера. История ВНИИФК / К. Е. Лукичев, П. С. Турзин, С. Д. Неверкович и др. — М.: Грифон, 2018. — 55 с.
- Современное учебное занятие по физической культуре: учебно-методическое пособие для учителей / Под ред. Неверковича С. Д. — М.: МИОО, 2016. — 159 с.
- Тезаурус антропных образовательных технологий: монография / Е. В. Быстрицкая, С. Д. Неверкович, Д. И. Воронин. — М.: Флинта; Нижний Новгород : Изд-во Мининского ун-та, 2017. — 279 с.
- Стратегия прогностического развития общества в целях обеспечения безопасности страны / Под общ. ред. Н. И. Калакова, С. Д. Неверковича. — Ульяновск: УлГУ, 2018. — 716 с.
- Научные труды ВНИИФК / Гл. ред. С. Д. Неверкович. — М., 1996.
- Материалы Всероссийской научно-практической конференции с международным участием «Методологические проблемы общей и спортивной педагогики», посвящённой 80-летию кафедры педагогики РГУФКСиТ, 28-30 октября 2009 г. / Под общ. ред. Неверковича С. Д., Киселевой Е. В. — М.: Светотон, 2009. — 344 с.
- Совершенствование методов подготовки кадров управления: монография / С. Д. Неверкович. — 1990.
- Миграция и спорт: монография / С. Д. Неверкович. — 2000.
- Основы обучения и воспитания: учебное пособие / С. Д. Неверкович, Г. И. Хозяинов, И. П. Андриади.

## Награды
- Олимпийский орден (1998)
- Орден Дружбы (1998)[2]
- Благодарность Президента Российской Федерации (2019)[3]
- Заслуженный работник физической культуры Российской Федерации (1993)[4]
- Заслуженный работник высшей школы Российской Федерации (2010)[5]
- Медаль «В память 850-летия Москвы»
- Медаль К. Д. Ушинского
- Медаль имени Николая Скаткина (2019)
- Почётный знак «За заслуги в развитии физической культуры и спорта»
- Почётный знак «80 лет Госкомспорту России»
- Медаль «Честь и польза» Международного благотворительного Фонда «Меценаты столетия»
- Золотая медаль ВВЦ за внедрение результатов исследований в практику профессиональной деятельности
- Заслуженный профессор РГАФК
- Ветеран труда